# بي. سي. جوزيف
بي. سي. جوزيف هو سياسي هندي، ولد في 19 سبتمبر 1949 في Muvattupuzha ‏ في الهند. نشط حزبياً في Janadhipathya Kerala Congress ‏.